# Bronisław Koskowski

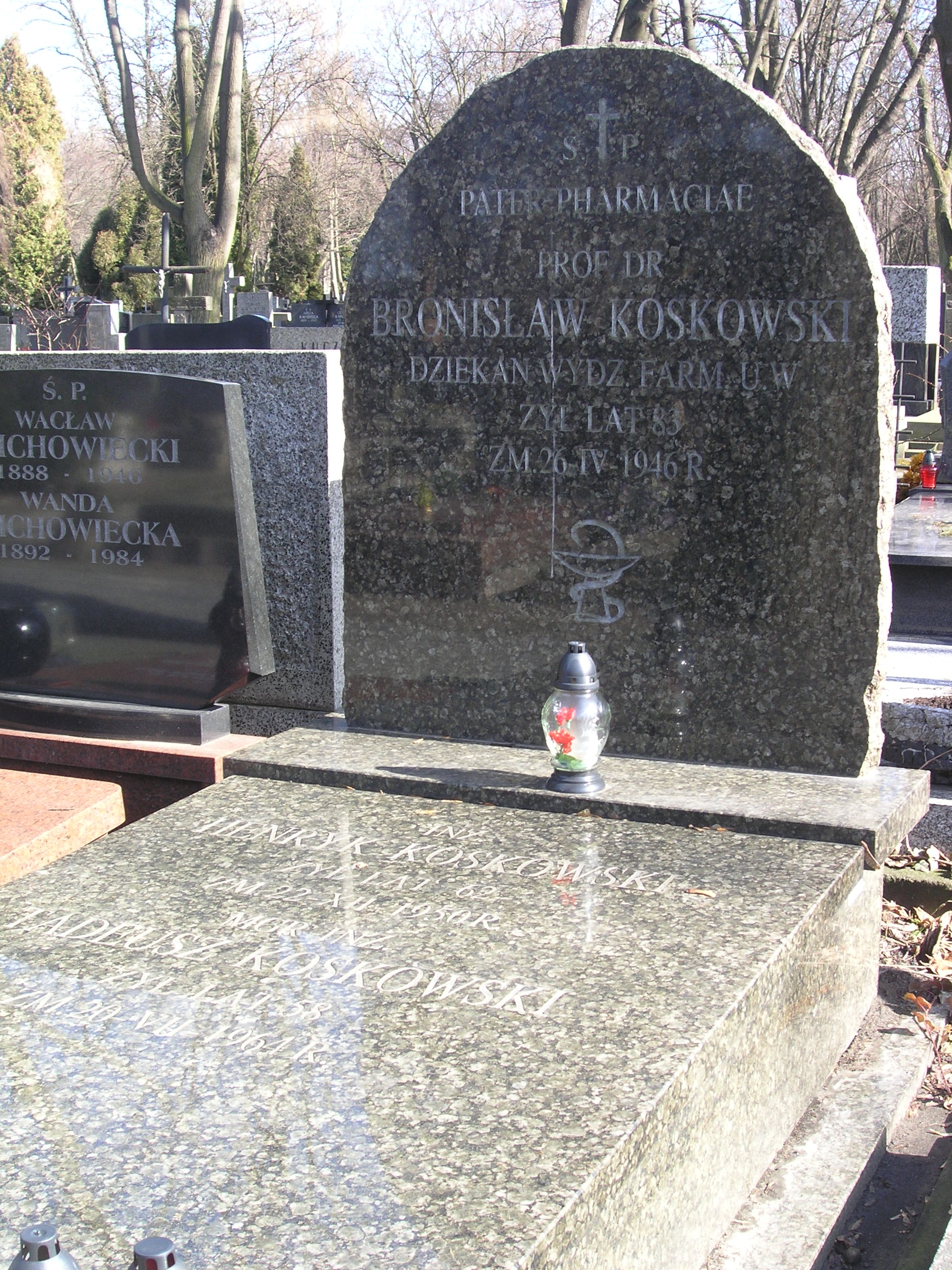
Grób Bronisława Koskowskiego na cmentarzu Powązkowskim w Warszawie (marzec 2012)

Bronisław Koskowski (ur. 12 listopada 1863 w Łaszczowie, zm. 9 kwietnia 1946 w Warszawie) – polski farmaceuta i organizator studiów farmaceutycznych w Warszawie, działacz społeczny.

## Życiorys
Syn Henryka, który był właścicielem apteki oraz Pelagii z Jasieńskich. W latach 1884–1886 studiował na oddziale farmaceutycznym Cesarskiego Uniwersytetu Warszawskiego, gdzie uzyskał dyplom prowizora farmacji. Po ukończeniu studiów objął aptekę w Łaszczowie, gdzie od 1886 prowadził badania nad higieną i jakością środków spożywczych.
Prowadził działalność patriotyczną. Brał udział w przerzucie nielegalnych wydawnictw i prasy ("Polak" i "Przegląd Wszechpolski") z Galicji na tereny Zamojszczyzny. W 1896 carska żandarmeria wpadła na trop łaszczowskiego farmaceuty, czego następstwem była rewizja jego mieszkania i konieczność wyprowadzenia się do Lwowa. Pełnił tam funkcję dyrektora Szkoły Farmaceutycznej, a także redaktora „Czasopisma Towarzystwa Aptekarskiego”. Był także założycielem fabryki chemicznej „Tlen”. Ponadto w okresie 1896–1908 prowadził kursy farmaceutyczne we Lwowie i w Warszawie, a w latach 1905–1908 należał do Ligi Narodowej. W 1908 przeniósł się do Warszawy i został kierownikiem firmy farmaceutycznej „Karpiński”. Od 1915 wykładał propedeutykę farmaceutyczną na Uniwersytecie Warszawskim.
Był pracownikiem Rady Lekarskiej Tymczasowej Rady Stanu.
2 maja 1923 został odznaczony Krzyżem Oficerskim Orderu Odrodzenia Polski „za zasługi, położone dla Rzeczypospolitej Polskiej na polu nauki i pracy obywatelskiej”.
W latach 1922–1931 i 1945–1946 był profesorem farmacji stosowanej Uniwersytetu Warszawskiego, w tym wykładowcą Wydziału Farmaceutycznego Uniwersytetu Warszawskiego. W maju 1925 zorganizował Komitet Budowy Gmachu dla Wydziału Farmaceutycznego UW.
W czasie niemieckiej okupacji Warszawy współorganizował i prowadził tajne studia farmaceutyczne. Konspiracyjne dyplomy magistrów farmacji miały formę listu prywatnego, pisanego przez Koskowskiego do absolwenta o bezprzedmiotowej treści, lecz rozpoczynającego się słowami: Szanowny Panie Magistrze; Szanowna Pani Magister, a podpisywane były pseudonimem „Kazimierz Broniowski”. Wszystkie wystawione w ten sposób dyplomy były honorowane przez odradzające się po wojnie struktury akademickie i władze.
W 1945 został prezesem Naczelnej Izby Aptekarskiej.
Zmarł 9 kwietnia 1946 i został pochowany na cmentarzu Powązkowskim, kwatera 142-VI-5.

### Życie prywatne
Jego synem był Włodzimierz Koskowski, polski farmakolog, dziekan Wydziału Lekarskiego Uniwersytetu Jana Kazimierza we Lwowie, prezes Zarządu Głównego Polskiego Czerwonego Krzyża.

## Publikacje
- Podręcznik analizy chemicznej wody do picia (1909)
- Receptura czyli Prawidła przepisywania i przyrządzania leków (1916)
- Propedeutyka farmaceutyczna (1932)
- Analityka kapilarna (1933)
- Zarys historii leków (1935)[1]

## Upamiętnienie
12 października 1999 – Naczelna Rada Aptekarska, przyjęła uchwałę o ustanowieniu medalu im. prof. Bronisława Koskowskiego, który jest najwyższym odznaczeniem przyznawanym osobom zasłużonym na rzecz aptekarstwa polskiego.
Jego imię nosi jedna z sal wykładowych Wydziału Farmaceutycznego Warszawskiego Uniwersytetu Medycznego, w budynku przy ul. Banacha w Warszawie.